# 드냉

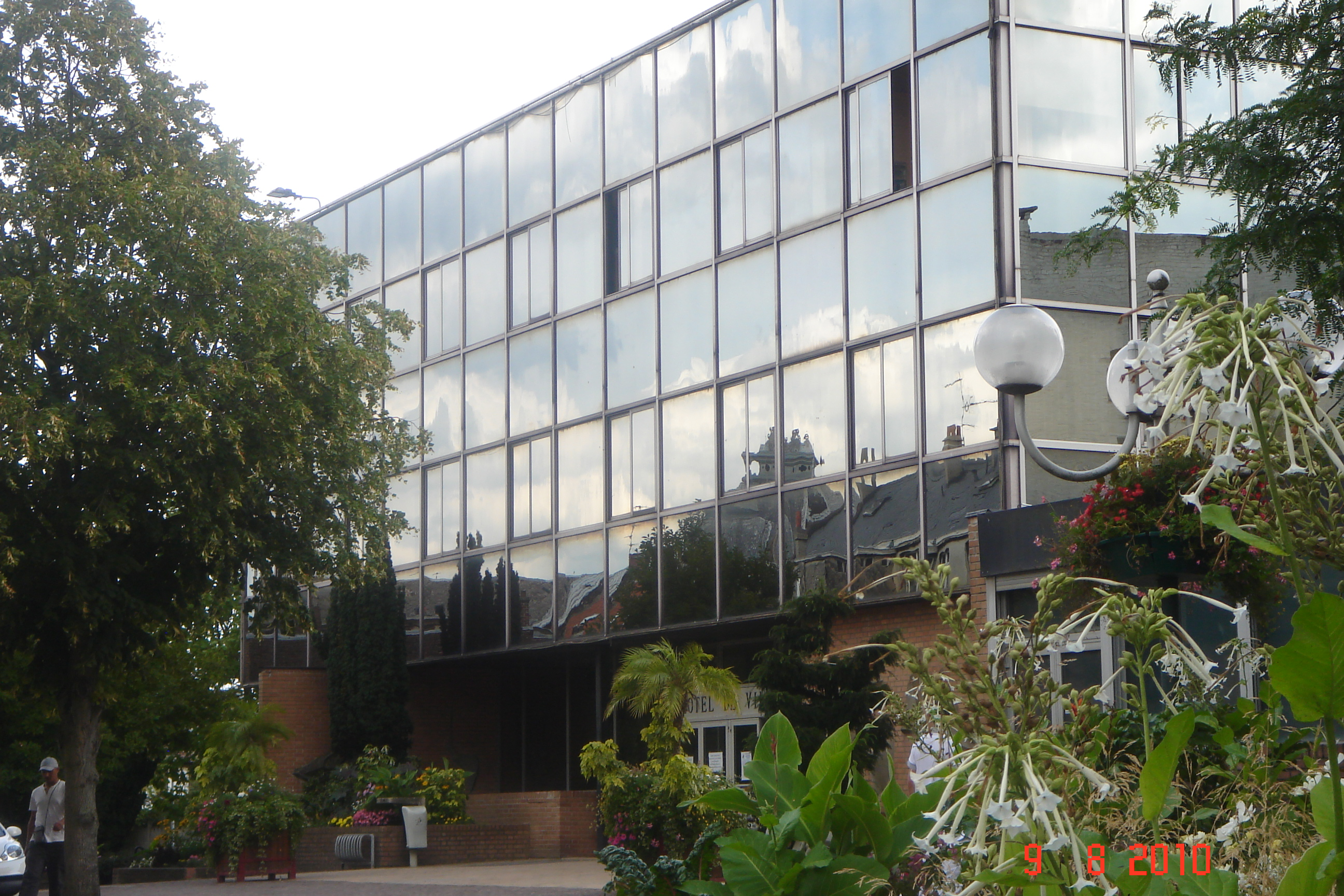
드냉

드냉(프랑스어: Denain)은 프랑스 노르파드칼레 노르주에 위치한 도시로 면적은 11.52km2, 인구는 20,100명(2007년 기준), 인구 밀도는 1,700명/km2이다. 1712년 스페인 왕위 계승 전쟁에서 프랑스군과 오스트리아-네덜란드 연합군 사이에 벌어진 드냉 전투로 유명한 곳이다.

시 문장

## 같이 보기
- 드냉 전투
- 노르주의 코뮌 목록